# Sidowaluyo
Sidowaluyo is een bestuurslaag in het regentschap Lampung Selatan van de provincie Lampung, Indonesië. Sidowaluyo telt 6441 inwoners (volkstelling 2010).